# Fultonský projev

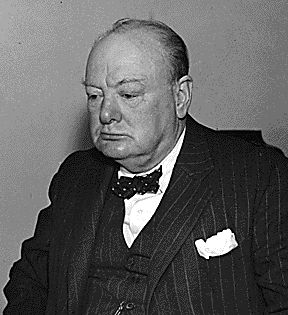
Sir Winston Churchill

Fultonská řeč (anglicky Fulton Address) je běžné označení projevu, který pronesl bývalý britský premiér Winston Churchill 5. března 1946 na univerzitě Westminster College ve Fultonu, v americkém státě Missouri u příležitosti udělení čestného doktorátu.
Skutečný název tohoto proslovu je Sinews of Peace (Opory míru). Vyzval v něm k úzké spolupráci USA a Velké Británie (užil později zlidovělý termín speciální vztahy) a kritizoval Sovětský svaz za politiku vůči zemím východní Evropy, které připadly do jeho sféry vlivu. Churchill poukázal na to, že Josif Vissarionovič Stalin neumožnil v těchto státech demokratický vývoj, jak to slíbil v Jaltské dohodě, a proměňuje je v základnu proti Západu. Doslova řekl: „Napříč kontinentem se od Štětína na Baltu po Terst na Jadranu spustila železná opona“. Tato slova měla velký ohlas, proto se fultonský projev někdy označuje jako Řeč o železné oponě (Iron Curtain Speech). Churchill bývá také označován za autora tohoto pojmu, ačkoli byl opakovaně použit dříve. O železné oponě se píše již v Talmudu, např. belgická královna Alžběta daným spojením popsala politický vztah Belgie a Německa v roce 1914, a železnou oponu využila i nacistická propaganda.
Churchillovu vystoupení byl přítomen americký prezident Harry Truman, který později vyhlásil doktrínu „zadržování komunismu“. Ve světové veřejnosti, která dosud převážně věřila na možnost mírové spolupráce vítězných mocností, vzbudila Churchillova slova znepokojení. V komunistických zemích byl projev označován za počátek studené války, ačkoli vztahy mezi Spojenci se průběžně zhoršovaly v celém období let 1945–1950. Churchill navíc neměl takovou moc, nezastával v té době žádnou politickou funkci. 